# Уорън (окръг, Мисури)
Окръг Уорън (на английски: Warren County) е окръг в щата Мисури, Съединени американски щати. Площта му е 1134 km², а населението - 29 685 души. Административен център е град Уорънтън.